# Saint-Paul-Mont-Penit
Saint-Paul-Mont-Penit är en kommun i departementet Vendée i regionen Pays de la Loire i västra Frankrike. Kommunen ligger i kantonen Palluau som tillhör arrondissementet Les Sables-d'Olonne. År 2022 hade Saint-Paul-Mont-Penit 857 invånare.

## Befolkningsutveckling
Antalet invånare i kommunen Saint-Paul-Mont-Penit
| Referens: INSEE |